# La Charité-sur-Loire
La Charité-sur-Loire és un municipi francès, situat al departament del Nièvre i a la regió de Borgonya - Franc Comtat. L'any 2007 tenia 5.362 habitants.

## Demografia

### Població
El 2007 la població de fet de La Charité-sur-Loire era de 5.362 persones. Hi havia 2.420 famílies, de les quals 1.071 eren unipersonals (428 homes vivint sols i 643 dones vivint soles), 698 parelles sense fills, 422 parelles amb fills i 229 famílies monoparentals amb fills.
La població ha evolucionat segons el següent gràfic:
Habitants censats

### Habitatges
El 2007 hi havia 2.971 habitatges, 2.471 eren l'habitatge principal de la família, 155 eren segones residències i 345 estaven desocupats. 1.744 eren cases i 1.212 eren apartaments. Dels 2.471 habitatges principals, 1.320 estaven ocupats pels seus propietaris, 1.082 estaven llogats i ocupats pels llogaters i 69 estaven cedits a títol gratuït; 111 tenien una cambra, 319 en tenien dues, 630 en tenien tres, 723 en tenien quatre i 689 en tenien cinc o més. 1.408 habitatges disposaven pel capbaix d'una plaça de pàrquing. A 1.260 habitatges hi havia un automòbil i a 599 n'hi havia dos o més.

### Piràmide de població
La piràmide de població per edats i sexe el 2009 era:
| Homes | Edats   | Dones |
| ----- | ------- | ----- |
| 8     | 95 o +  | 52    |
| 28    | 90 a 94 | 84    |
| 56    | 85 a 89 | 112   |
| 44    | 80 a 84 | 112   |
| 92    | 75 a 79 | 216   |
| 176   | 70 a 74 | 188   |
| 140   | 65 a 69 | 200   |
| 188   | 60 a 64 | 140   |
| 124   | 55 a 59 | 124   |
| 180   | 50 a 54 | 216   |
| 240   | 45 a 49 | 164   |
| 148   | 40 a 44 | 180   |
| 168   | 35 a 39 | 216   |
| 152   | 30 a 34 | 140   |
| 136   | 25 a 29 | 156   |
| 100   | 20 a 24 | 124   |
| 164   | 15 a 19 | 141   |
| 140   | 10 a 14 | 172   |
| 132   | 5 a 9   | 124   |
| 80    | 0 a 4   | 108   |

## Economia
El 2007 la població en edat de treballar era de 3.061 persones, 1.971 eren actives i 1.090 eren inactives. De les 1.971 persones actives 1.695 estaven ocupades (888 homes i 807 dones) i 276 estaven aturades (137 homes i 139 dones). De les 1.090 persones inactives 406 estaven jubilades, 197 estaven estudiant i 487 estaven classificades com a «altres inactius».

### Ingressos
El 2009 a La Charité-sur-Loire hi havia 2.506 unitats fiscals que integraven 4.864 persones, la mediana anual d'ingressos fiscals per persona era de 17.169 €.

### Activitats econòmiques
Dels 335 establiments que hi havia el 2007, 5 eren d'empreses extractives, 11 d'empreses alimentàries, 1 d'una empresa de fabricació de material elèctric, 18 d'empreses de fabricació d'altres productes industrials, 24 d'empreses de construcció, 95 d'empreses de comerç i reparació d'automòbils, 7 d'empreses de transport, 25 d'empreses d'hostatgeria i restauració, 6 d'empreses d'informació i comunicació, 21 d'empreses financeres, 15 d'empreses immobiliàries, 40 d'empreses de serveis, 44 d'entitats de l'administració pública i 23 d'empreses classificades com a «altres activitats de serveis».
Dels 89 establiments de servei als particulars que hi havia el 2009, 1 era una oficina d'administració d'Hisenda pública, 1 gendarmeria, 1 oficina de correu, 6 oficines bancàries, 4 funeràries, 11 tallers de reparació d'automòbils i de material agrícola, 1 taller d'inspecció tècnica de vehicles, 2 autoescoles, 4 paletes, 6 guixaires pintors, 3 fusteries, 5 lampisteries, 2 electricistes, 1 empresa de construcció, 10 perruqueries, 1 veterinari, 3 agències de treball temporal, 16 restaurants, 9 agències immobiliàries, 1 tintoreria i 1 saló de bellesa.
Dels 44 establiments comercials que hi havia el 2009, 1 era, 2 supermercats, 1 un supermercat, 3 botiges de menys de 120 m², 7 fleques, 5 carnisseries, 6 llibreries, 5 botigues de roba, 2 botigues d'equipament de la llar, 2 sabateries, 1 una sabateria, 1 una botiga d'electrodomèstics, 1 una botiga de material de revestiment de parets i terra, 2 perfumeries, 2 joieries i 3 floristeries.
L'any 2000 a La Charité-sur-Loire hi havia 11 explotacions agrícoles que ocupaven un total de 594 hectàrees.

## Equipaments sanitaris i escolars
El 2009 hi havia 1 hospital de tractaments de curta durada, 1 hospital de tractaments de mitja durada (seguiment i rehabilitació, 1 un hospital de tractaments de llarga durada, 3 psiquiàtrics, 3 farmàcies i 1 ambulància.
El 2009 hi havia 1 escola maternal i 2 escoles elementals. La Charité-sur-Loire disposava d'un col·legi d'educació secundària amb 413 alumnes.

## Poblacions més properes
El següent diagrama mostra les poblacions més properes.

## La Charité, vila del llibre i Ciutat de la Paraula
Al començament de la dècada de 1990, Christian Valleriaux, llibreter de París, decideix venir a instal·lar-se a La Charité. El 1996 va crear una fira del llibre antic. D'aquí que, a imatge del que es va fer a Hay-on-Wye a Gal·les, la idea és fer de La Charité-sur-Loire una vila del llibre. Des d'aleshores, una desena de llibreters s'han instal·lat en un centre històric de la ciutat, desert de botigues, juntament amb uns quants artesans del llibre: tipògrafs, il·luminadors, cal·lígrafs, enquadernadors i editors. Des de l'any 2000, La Charité s'ha sobrenomenat com a Vila del Llibre i Ciutat de la Paraula ("Ville du Livre et Cité du Mot"). A partir del 2003, la ciutat crea i acull un Festival de la Paraula ("Festival du mot") que mobilitza més de 15.000 espectadors. Per donar suport a aquest projecte i assegurar la gestió del priorat restaurat, obté l'etiqueta Centre Cultural de Trobada ("Centre Culturel de Rencontre") establiment públic que associa el Municipi l'Estat, la Regió i el Departament. Moltes citacions d'escriptors i personalitats estan pintades a les façanes de les llars o negocis de la ciutat, així com, davant de l'estació:
| « | "Je ne suis pas seul, il y a les mots" | » |

 Durant l'any s'organitzen diversos esdeveniments o fires de llibres:
- Mercat de Primavera (tercer diumenge d'abril);
- la Fira d'Artistes i Artesans del Llibre (tercer diumenge de maig);
- la Festa de la paraula (segons l'any, entre finals de maig i mitjans de juny);
- la Fira de llibres antics i paper de rebuig (tercer diumenge de juliol);
- Nit del llibre (primer dissabte d'agost) combinant jazz i llibres;
- El mercat mensual (tercer diumenge de març a octubre).